# Anaea callidryas
Anaea callidryas är en fjärilsart som beskrevs av Felder 1869. Anaea callidryas ingår i släktet Anaea och familjen praktfjärilar. Inga underarter finns listade i Catalogue of Life.